# Samyj medlennyj poezd
Samyj medlennyj poezd (Самый медленный поезд) è un film del 1963 diretto da Vladimir Krasnopol'skij e Valerij Ivanovič Uskov.